# Sebastolobus alascanus
Sebastolobus alascanus é uma espécie de peixe da família Scorpaenidae.
Pode ser encontrada nos seguintes países: Canadá, Rússia e nos Estados Unidos da América.